# Elanapis aisen
Elanapis aisen – gatunek pająka z rodziny Anapidae. Jedyny przedstawiciel monotypowego rodzaju Elanapis. Ma drobne ciało z charakterystyczną wyniosłością na głowowej części karapaksu. Endemit lasów Chile.

## Taksonomia
Gatunek i rodzaj opisane zostały w 1989 roku przez Raymonda Forstera i Normana I. Platnicka na podstawie wielu okazów obojga płci, odłowionych w latach 1982–1986. Miejsce typowe znajduje się 85–89 km na południe od Puerto Puyunhuapi w prowincji Aysén, od której nazwy pochodzi epitet gatunkowy, będący rzeczownikiem w apozycji.

## Opis
Jest to pająk drobnych rozmiarów. Holotypowy samiec ma 0,87 mm długości ciała przy karapaksie długości 0,46 mm, szerokości 0,38 mm i wysokości 0,3 mm oraz opistosomie (odwłoku) długości 0,52 mm, szerokości 0,52 i wysokości 0,61 mm. Allotypowa samica ma 1,02 mm długości ciała przy karapaksie długości 0,46 mm, szerokości 0,39 mm i wysokości 0,3 mm oraz opistosomie długości 0,76 mm, szerokości 0,67 i wysokości 0,81 mm.
Kształt karapaksu w widoku od góry jest gruszkowaty, najszerszy na wysokości bioder II pary odnóży. Tył części głowowej karapaksu jest U-kształtnie wyniesiony i biało zabarwiony, w przeciwieństwie do jasnobrązowej pozostałej jego części. Wyniosłość ta jest unikalną cechą wśród chilijskich Anapidae. Powierzchnia karapaksu jest granulowana, na regionie ocznym i wyniosłości porośnięta rozproszonymi, długimi szczecinkami. Rowek tułowiowy ma postać szerokiego zagłębienia. Ośmioro oczu ustawionych jest w dwóch rzędach. W widoku od góry oczy przednio-środkowe leżą bardziej z przodu niż przednio-boczne, a tylno-środkowe bardziej z przodu niż tylno-boczne. W widoku od przodu oczy przednio-boczne leżą niżej niż przednio-środkowe, a tylno-boczne niżej niż tylno-środkowe. Oczy pary tylno-bocznej stykają się z tymi przednio-bocznej. Oczy pary przednio-środkowej są koliste, około połowę mniejsze niż pozostałe i stykają się ze sobą, a oczy pary tylno-środkowej rozstawione są na odległość prawie równą ich średnicy.
Nadustek jest dwu- do trzykrotnie wyższego od oczu przednio-bocznej pary i w przednio-bocznych kątach zaopatrzony w małe, owalne pola gruczołowe. Barwa narządów gębowych i sternum jest jasnobrązowa. Na wardze górnej występuje wyraźna ostroga. Przednie krawędzie małych szczękoczułków mają jeden mały i dwa duże zęby. Endyty są zbieżne, zaopatrzone w silne serrule. Warga dolna jest znacznie szersza niż dłuższa i zespolona z nieco dłuższym niż szerokim i z tyłu ściętym sternum. Kolejność par odnóży od najdłuższej do najkrótszej przedstawia się następująco: I, II, IV, III. Barwa odnóży jest jasnobrązowa. Pierwsza para odnóży nie jest nabrzmiała, ma proste stopy i pozbawiona jest ostrogi na nadstopiu.
Opistosoma u samca ma cały wierzch nakryty słabo zesklerotyzowanym, błyszczącym, nieregularnie odgraniczonym skutum, przez które prześwituje biały podłużny pas środkowy na szarym tle. U samicy wierzch opistosomy pozbawiony jest skutum, a oprócz pasa podłużnego ma w tylnej części kropki przyśrodkowo otaczające parę okrągłych sklerotyzacji. Spód opistosomy jest jasnobiały ze śniadoszarymi znakami na listewkach w tylnej połowie, u samca ponadto ze słabo zesklerotyzowanym skutum wentralnym, ledwo co obejmującym przetchlinki i niekompletnym wokół pedicela. Mały i trójkątny stożeczek od przodu odgranicza poprzeczna sklerotyzacja, obejmująca przetchlinki tchawek.
Nogogłaszczki samców mają goleń zlany z rzepką, która to ma apofizę retrolateralną wykształconą w formie półki. Cymbium jest niezmodyfikowane. Osadzony nasadowo embolus wspiera się u szczytu na dużym i rozwidlonym w części odsiebnej konduktorze. Narządy rozrodcze samic mają jedną parę środkowych spermatek o poszerzonych przodach i dwie pary bocznych spermatek skierowanych dośrodkowo.

## Występowanie i ekologia
Pająk neotropikalny, endemiczny dla południowego Chile, znany z prowincji Valdivia, Osorno, Llanquihue, Chiloé i Palena w regionie Los Lagos oraz prowincji Aysén w regionie Aysén. Występuje m.in. w Parku Narodowym Puyehue. Spotykany na rzędnych od 40 do 700 m n.p.m. Zasiedla lasy, m.in. brzozowe, mieszane i valdiviańskie lasy deszczowe. Pozyskiwany ze ściółki leśnej i mchów aparatem Tullgrena oraz odławiany do różnych pułapek, w tym ekranowych.
Samice często są zapasożycone nicieniami.